# Тур'янська сільська рада (Сновський район)
Тур'я́нська сільська́ ра́да — адміністративно-територіальна одиниця та орган місцевого самоврядування у Сновському районі Чернігівської області. Адміністративний центр — село Тур'я.

## Загальні відомості
Тур'янська сільська рада утворена в 1920 році.
- Територія ради: 92,721 км²
- Населення ради: 1299 осіб (станом на 2001 рік)

## Населені пункти
Сільській раді підпорядковані населені пункти:
- с. Тур'я
- с. Ількуча
- с-ще Лука
- с. Мишине
- с. Селище

## Склад ради
Рада складається з 16 депутатів та голови.
- Голова ради: Мартиненко Тамара Миколаївна
- Секретар ради: Горова Людмила Михайлівна

### Керівний склад попередніх скликань
| ПІБ                          | Основні відомості                                                               | Дата обрання | Дата звільнення |
| ---------------------------- | ------------------------------------------------------------------------------- | ------------ | --------------- |
| Чепурко Валентин Іванович    | Сільський голова, 1952 року народження, освіта середня спеціальна, безпартійний | 26.03.2006   | 31.10.2010      |
| Чепурко Валентин Іванович    | Сільський голова, 1952 року народження, освіта середня спеціальна, безпартійний | 31.10.2010   | 24.04.2014      |
| Мартиненко Тамара Миколаївна | Сільський голова, 1964 року народження, освіта середня спеціальна, позапартійна | 26.10.2014   |                 |

Примітка: таблиця складена за даними джерела

### Депутати
За результатами місцевих виборів 2010 року:
- Кількість мандатів: 16
- Кількість мандатів, отриманих за результатами виборів: 15
- Кількість мандатів, що залишаються вакантними: 1

#### За суб'єктами висування
| Суб'єкт висування                 | Кількість обраних депутатів | %    |
| --------------------------------- | --------------------------- | ---- |
| Партія регіонів                   | 7                           | 46,7 |
| Самовисування                     | 5                           | 33,3 |
| Комуністична партія України       | 1                           | 6,7  |
| Народна партія                    | 1                           | 6,7  |
| Політична партія «Сильна Україна» | 1                           | 6,7  |

#### За округами
| № округу                          | Прізвище, ім'я, по батькові    | Дата визнання обраним | Освіта             | Партійна приналежність                        | Відомості про обраного депутата            |
| --------------------------------- | ------------------------------ | --------------------- | ------------------ | --------------------------------------------- | ------------------------------------------ |
| Комуністична партія України       |                                |                       |                    |                                               |                                            |
| 10                                | Тригуб Петро Васильович        | 05.11.2010            | середня спеціальна | член Комуністичної партії України             | СЛА, кочегар                               |
| Народна Партія                    |                                |                       |                    |                                               |                                            |
| 3                                 | Шарапата Роман Вікторович      | 05.11.2010            | середня            | член Народної партії                          | Держлісгосп, майстер                       |
| Партія регіонів                   |                                |                       |                    |                                               |                                            |
| 1                                 | Волкова Ольга Миколаївна       | 05.11.2010            | середня            | позапартійна                                  | пенсіонер                                  |
| 7                                 | Горова Людмила Михайлівна      | 05.11.2010            | вища               | позапартійна                                  | сільська рада, секретар                    |
| 8                                 | Клименко Микола Миколайович    | 05.11.2010            | середня            | позапартійний                                 | Локомотивне депо, робітник                 |
| 9                                 | Захарченко Наталія Іванівна    | 05.11.2010            | середня спеціальна | позапартійна                                  | ДНЗ «Сонечко», завідувачка                 |
| 11                                | Тулуп Раїса Михайлівна         | 05.11.2010            | середня спеціальна | позапартійна                                  | Будинок культури, директор                 |
| 12                                | Соболь Сергій Васильович       | 05.11.2010            | середня            | позапартійний                                 | ТОВ «Полісся-молоко», водій                |
| 14                                | Демченко Микола Федорович      | 05.11.2010            | середня            | позапартійний                                 | ПСП"Турчанка", завідувачка ферми           |
| Політична партія «Сильна Україна» |                                |                       |                    |                                               |                                            |
| 5                                 | Шаповал Ольга Анатоліївна      | 05.11.2010            | середня            | позапартійна                                  | фізична особа-підприємець                  |
| Самовисування                     |                                |                       |                    |                                               |                                            |
| 2                                 | Артюшенко Анатолій Миколайович | 05.11.2010            | середня            | позапартійний                                 | Єлінська лісництво, лісник                 |
| 4                                 | Шаповал Павло Миколайович      | 05.11.2010            | середня            | позапартійний                                 | пенсіонер                                  |
| 6                                 | Цуприк Катерина Миколаївна     | 05.11.2010            | вища               | позапартійна                                  | СЛА, головний лікар                        |
| 13                                | Мороз Олена Миколаївна         | 05.11.2010            | вища               | член Всеукраїнського об'єднання «Батьківщина» | Тур'янська загальноосвітня школа, вчитель  |
| 15                                | Мартиненко Тамара Миколаївна   | 05.11.2010            | середня            | позапартійна                                  | Територіальний центр, соціальний працівник |